# Flourens (Haute-Garonne)
Pour les articles homonymes, voir Flourens.
Flourens [fluʁɛ̃s] est une commune française située dans le nord-est du département de la Haute-Garonne, en région Occitanie. Sur le plan historique et culturel, la commune est dans le Pays toulousain, qui s’étend autour de Toulouse le long de la vallée de la Garonne, bordé à l’ouest par les coteaux du Savès, à l’est par ceux du Lauragais et au sud par ceux de la vallée de l’Ariège et du Volvestre.
Exposée à un climat océanique altéré, elle est drainée par la Seillonne, le ruisseau de Noncesse et par divers autres petits cours d'eau. La commune possède un patrimoine naturel remarquable composé d'une zone naturelle d'intérêt écologique, faunistique et floristique.
Flourens est une commune rurale qui compte 2 073 habitants en 2022, après avoir connu une forte hausse de la population depuis 1975. Elle fait partie de l'aire d'attraction de Toulouse. Ses habitants sont appelés les Flourensois ou Flourensoises.

## Géographie

### Localisation
La commune de Flourens se trouve dans le département de la Haute-Garonne, en région Occitanie.
Elle se situe à 10 km à vol d'oiseau de Toulouse, préfecture du département
La commune fait en outre partie du bassin de vie de Toulouse.
Les communes les plus proches sont : 
Mons (1,9 km), Drémil-Lafage (3,2 km), Quint-Fonsegrives (3,2 km), Aigrefeuille (3,8 km), Pin-Balma (4,2 km), Mondouzil (4,3 km), Lauzerville (4,4 km), Lavalette (5,4 km).
Sur le plan historique et culturel, Flourens fait partie du pays toulousain, une ceinture de plaines fertiles entrecoupées de bosquets d'arbres, aux molles collines semées de fermes en briques roses, inéluctablement grignotée par l'urbanisme des banlieues.
Flourens est limitrophe de cinq autres communes.
Les communes limitrophes sont  Balma, Drémil-Lafage, Mons, Pin-Balma et Quint-Fonsegrives.
|       | Pin-Balma         | Mons          |
| Balma | Flourens          | Drémil-Lafage |
|       | Quint-Fonsegrives |               |

### Géologie et relief
La superficie de la commune est de 974 hectares ; son altitude varie de 152  à   243 mètres.

### Hydrographie

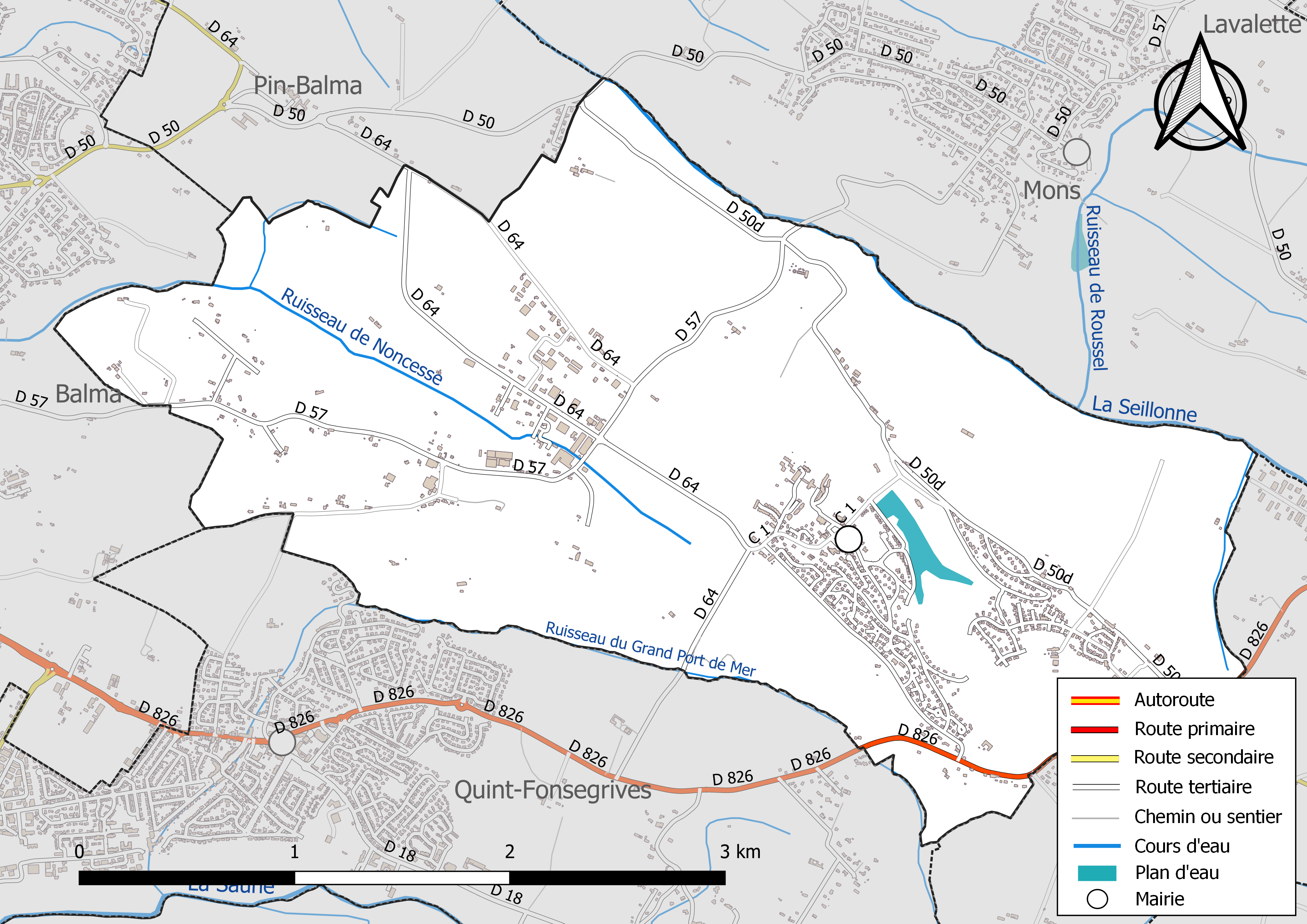
Réseaux hydrographique et routier de Flourens.

La commune est dans le bassin de la Garonne, au sein du bassin hydrographique Adour-Garonne. Elle est drainée par la Seillonne, le ruisseau de Noncesse, le ruisseau du Grand Port de Mer et par divers petits cours d'eau, constituant un réseau hydrographique de 6 km de longueur totale,.
La Seillonne, d'une longueur totale de 24,1 km, prend sa source dans la commune de Caraman et s'écoule du sud-est vers le nord-ouest. Elle traverse la commune et se jette dans la Sausse à L'Union, après avoir traversé 11 communes.

### Climat
Pour des articles plus généraux, voir Climat de l'Occitanie et Climat de la Haute-Garonne.
En 2010, le climat de la commune est de type climat du Bassin du Sud-Ouest, selon une étude s'appuyant sur une série de données couvrant la période 1971-2000. En 2020, Météo-France publie une typologie des climats de la France métropolitaine dans laquelle la commune est exposée à un climat océanique altéré et est dans la région climatique Aquitaine, Gascogne, caractérisée par une pluviométrie abondante au printemps, modérée en automne, un faible ensoleillement au printemps, un été chaud (19,5 °C), des vents faibles, des brouillards fréquents en automne et en hiver et des orages fréquents en été (15 à 20 jours).
Pour la période 1971-2000, la température annuelle moyenne est de 13,2 °C, avec une amplitude thermique annuelle de 16,1 °C. Le cumul annuel moyen de précipitations est de 726 mm, avec 10,2 jours de précipitations en janvier et 5,7 jours en juillet. Pour la période 1991-2020, la température moyenne annuelle observée sur la station météorologique la plus proche, située sur la commune de Blagnac à 15 km à vol d'oiseau, est de 14,2 °C et le cumul annuel moyen de précipitations est de 627,0 mm,. Pour l'avenir, les paramètres climatiques de la commune estimés pour 2050 selon différents scénarios d’émission de gaz à effet de serre sont consultables sur un site dédié publié par Météo-France en novembre 2022.

### Milieux naturels et biodiversité

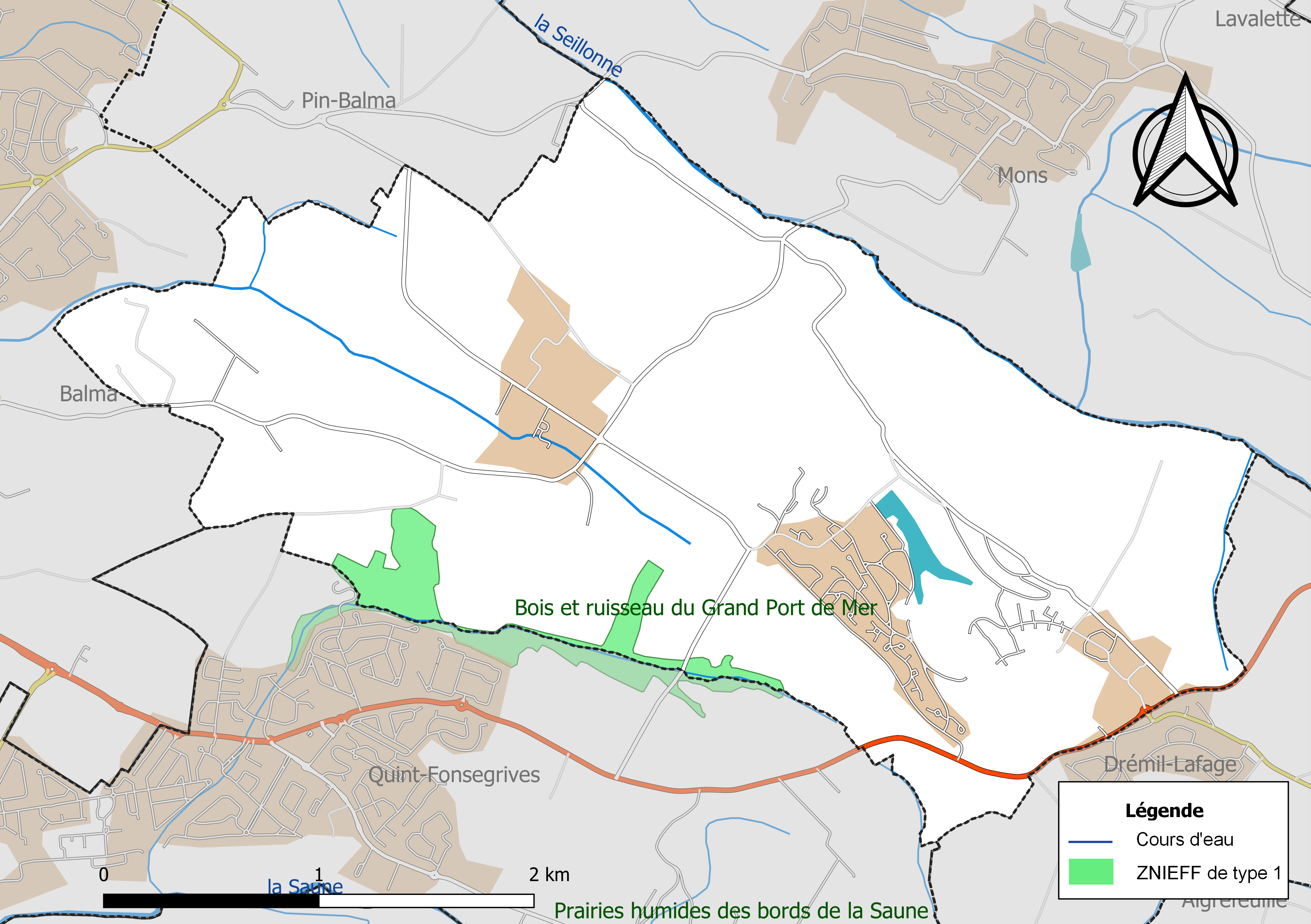
Carte de la ZNIEFF de type 1 localisée sur la commune.

L’inventaire des zones naturelles d'intérêt écologique, faunistique et floristique (ZNIEFF) a pour objectif de réaliser une couverture des zones les plus intéressantes sur le plan écologique, essentiellement dans la perspective d’améliorer la connaissance du patrimoine naturel national et de fournir aux différents décideurs un outil d’aide à la prise en compte de l’environnement dans l’aménagement du territoire.
Une ZNIEFF de type 1 est recensée sur la commune :
les « bois et ruisseau du Grand Port de Mer » (41 ha), couvrant 2 communes du département.

## Urbanisme

### Typologie
Au 1er janvier 2024, Flourens est catégorisée bourg rural, selon la nouvelle grille communale de densité à sept niveaux définie par l'Insee en 2022.
Elle est située hors unité urbaine. Par ailleurs la commune fait partie de l'aire d'attraction de Toulouse, dont elle est une commune de la couronne,. Cette aire, qui regroupe 527 communes, est catégorisée dans les aires de 700 000 habitants ou plus (hors Paris),.

### Occupation des sols
L'occupation des sols de la commune, telle qu'elle ressort de la base de données européenne d’occupation biophysique des sols Corine Land Cover (CLC), est marquée par l'importance des territoires agricoles (80,6 % en 2018), en diminution par rapport à 1990 (86,2 %). La répartition détaillée en 2018 est la suivante : 
terres arables (67,1 %), zones agricoles hétérogènes (13,5 %), zones urbanisées (8,1 %), forêts (6,9 %), zones industrielles ou commerciales et réseaux de communication (4,3 %). L'évolution de l’occupation des sols de la commune et de ses infrastructures peut être observée sur les différentes représentations cartographiques du territoire : la carte de Cassini (XVIIIe siècle), la carte d'état-major (1820-1866) et les cartes ou photos aériennes de l'IGN pour la période actuelle (1950 à aujourd'hui).

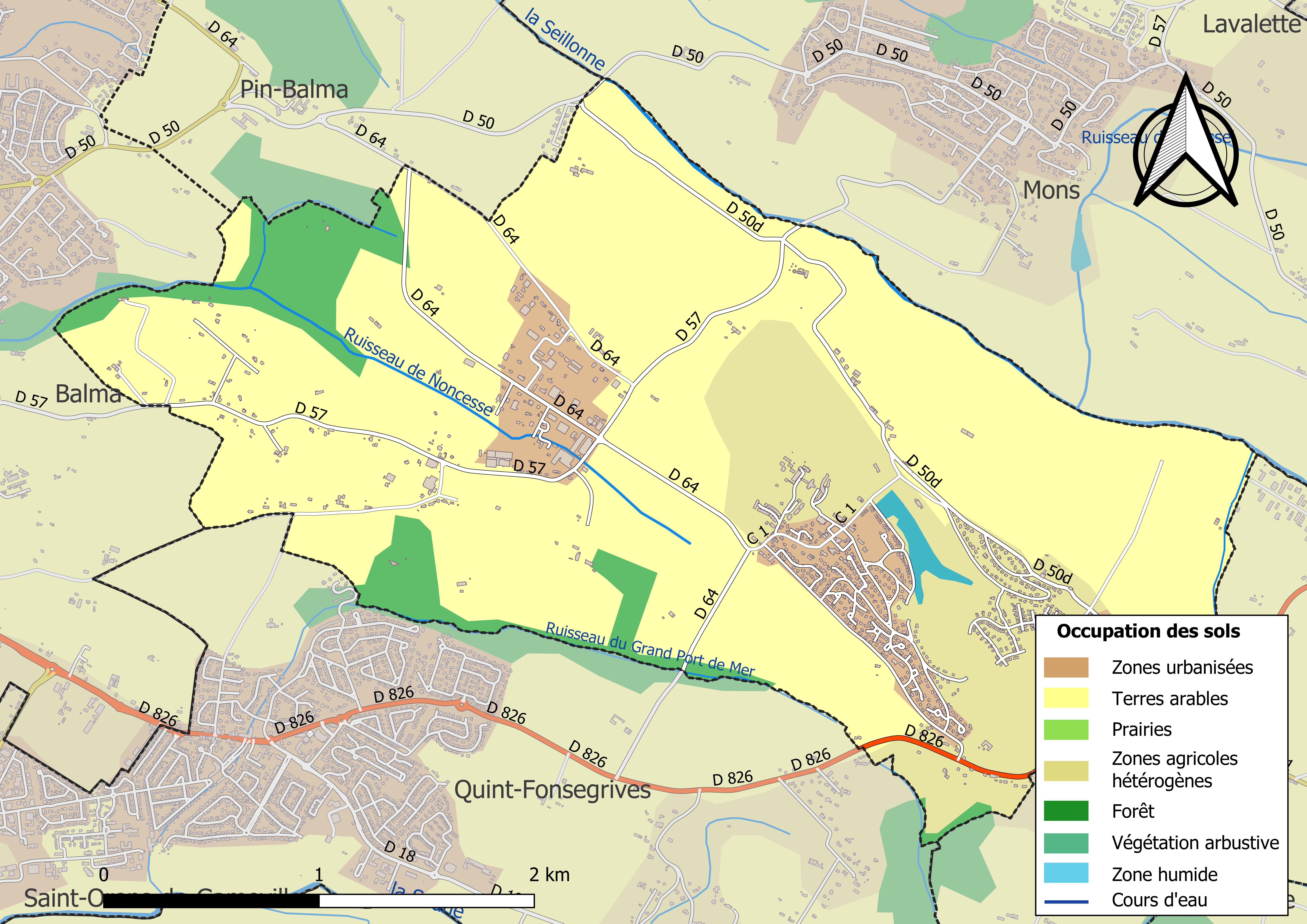
Carte des infrastructures et de l'occupation des sols de la commune en 2018 (CLC).

### Lieux-dits ou hameaux
Le Moussard, la Grande Coupette, Roumo,

### Voies de communication et transports
La ligne 103 du réseau Tisséo relie la commune à la station Balma - Gramont du métro de Toulouse depuis Drémil-Lafage, la ligne 106 permet de desservir Flourens en soirée depuis la station Balma - Gramont.

### Risques majeurs
Le territoire de la commune de Flourens est vulnérable à différents aléas naturels : météorologiques (tempête, orage, neige, grand froid, canicule ou sécheresse), inondations et séisme (sismicité très faible). Un site publié par le BRGM permet d'évaluer simplement et rapidement les risques d'un bien localisé soit par son adresse soit par le numéro de sa parcelle.
Certaines parties du territoire communal sont susceptibles d’être affectées par le risque d’inondation par débordement de cours d'eau, notamment la Seillonne. La commune a été reconnue en état de catastrophe naturelle au titre des dommages causés par les inondations et coulées de boue survenues en 1982, 1983, 1989, 1991, 1999, 2009 et 2018,.

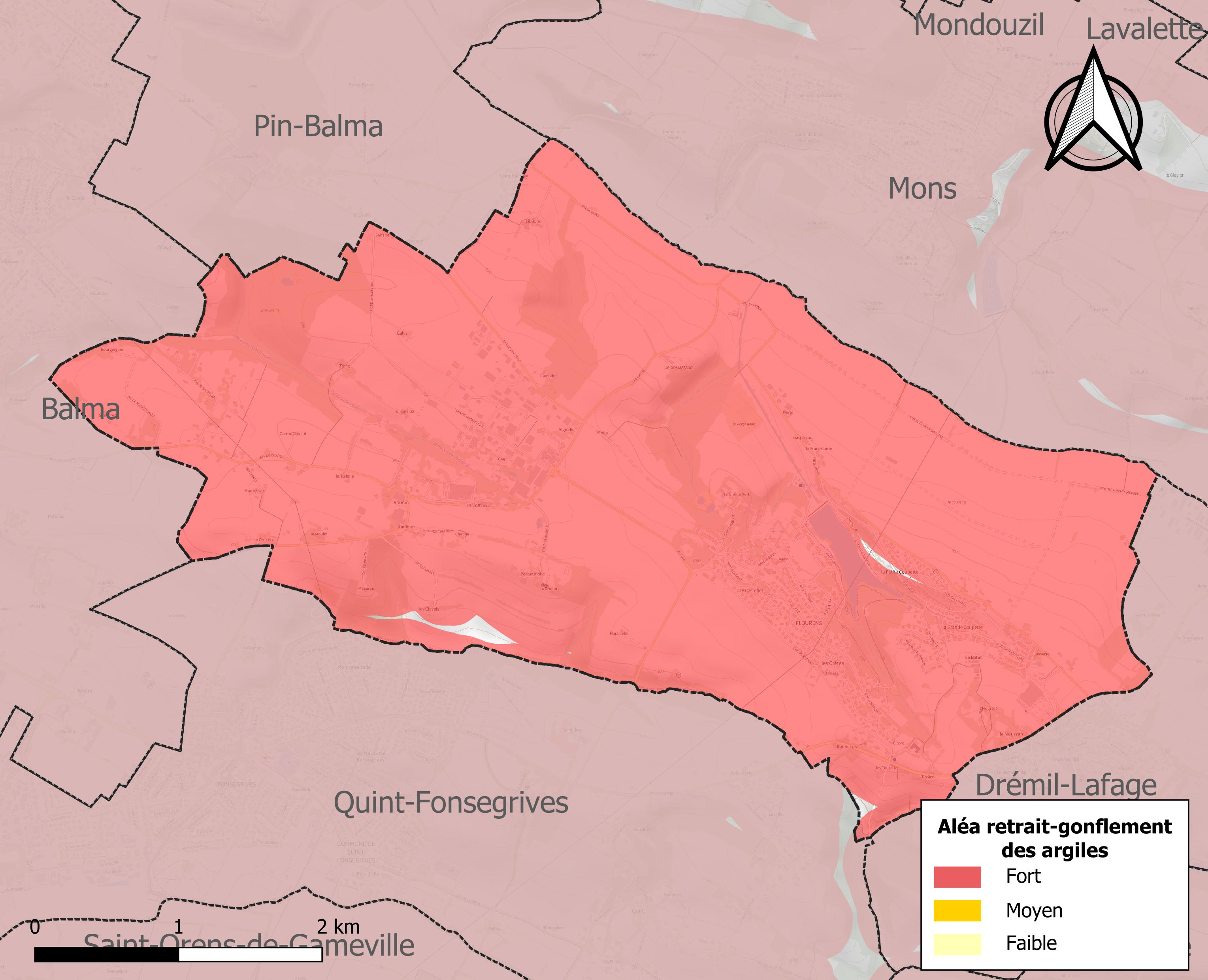
Carte des zones d'aléa retrait-gonflement des sols argileux de Flourens.

Le retrait-gonflement des sols argileux est susceptible d'engendrer des dommages importants aux bâtiments en cas d’alternance de périodes de sécheresse et de pluie. 99,5 % de la superficie communale est en aléa moyen ou fort (88,8 % au niveau départemental et 48,5 % au niveau national). Sur les 695 bâtiments dénombrés sur la commune en 2019, 694 sont en aléa moyen ou fort, soit 100 %, à comparer aux 98 % au niveau départemental et 54 % au niveau national. Une cartographie de l'exposition du territoire national au retrait gonflement des sols argileux est disponible sur le site du BRGM,.
Par ailleurs, afin de mieux appréhender le risque d’affaissement de terrain, l'inventaire national des cavités souterraines permet de localiser celles situées sur la commune.
Concernant les mouvements de terrains, la commune a été reconnue en état de catastrophe naturelle au titre des dommages causés par la sécheresse en 1989, 1994, 1997, 2002, 2003, 2005, 2016, 2017, 2019 et 2020 et par des mouvements de terrain en 1983 et 1999.

## Histoire
- Fusion en 1847 avec la commune de Pechauriolle (voir Anciennes communes de la Haute-Garonne).
- Une source thermale était exploitée au XIXe siècle.

## Politique et administration

### Administration municipale
Le nombre d'habitants au recensement de 2017 étant compris entre 1 500 habitants et 2 499 habitants, le nombre de membres du conseil municipal pour l'élection de 2020 est de dix-neuf,.

### Rattachements administratifs et électoraux
La commune fait partie de la deuxième circonscription de la Haute-Garonne, de Toulouse Métropole et du canton de Toulouse-10 (avant le redécoupage départemental de 2014, Flourens faisait partie de l'ex-canton de Toulouse-8).

### Politique de développement durable
La commune a engagé une politique de développement durable en lançant une démarche d'Agenda 21 en 2010.

## Population et société

### Démographie
L'évolution du nombre d'habitants est connue à travers les recensements de la population effectués dans la commune depuis 1793. Pour les communes de moins de 10 000 habitants, une enquête de recensement portant sur toute la population est réalisée tous les cinq ans, les populations de référence des années intermédiaires étant quant à elles estimées par interpolation ou extrapolation. Pour la commune, le premier recensement exhaustif entrant dans le cadre du nouveau dispositif a été réalisé en 2004.

En 2022, la commune comptait 2 073 habitants, en évolution de +8,19 % par rapport à 2016 (Haute-Garonne : +8,02 %, France hors Mayotte : +2,11 %).
| 1793 | 1800 | 1806 | 1821 | 1831 | 1836 | 1841 | 1846 | 1851 |
| ---- | ---- | ---- | ---- | ---- | ---- | ---- | ---- | ---- |
| 243  | 280  | 287  | 278  | 339  | 313  | 353  | 576  | 534  |

| 1856 | 1861 | 1866 | 1872 | 1876 | 1881 | 1886 | 1891 | 1896 |
| ---- | ---- | ---- | ---- | ---- | ---- | ---- | ---- | ---- |
| 480  | 483  | 437  | 416  | 423  | 414  | 400  | 410  | 377  |

| 1901 | 1906 | 1911 | 1921 | 1926 | 1931 | 1936 | 1946 | 1954 |
| ---- | ---- | ---- | ---- | ---- | ---- | ---- | ---- | ---- |
| 373  | 352  | 334  | 318  | 307  | 304  | 315  | 299  | 362  |

| 1962 | 1968 | 1975 | 1982 | 1990  | 1999  | 2004  | 2006  | 2009  |
| ---- | ---- | ---- | ---- | ----- | ----- | ----- | ----- | ----- |
| 348  | 424  | 592  | 930  | 1 506 | 1 793 | 1 714 | 1 706 | 1 807 |

| 2014  | 2019  | 2022  | - | - | - | - | - | - |
| ----- | ----- | ----- | - | - | - | - | - | - |
| 1 900 | 2 056 | 2 073 | - | - | - | - | - | - |

| selon la population municipale des années : | 1968 | 1975 | 1982 | 1990 | 1999 | 2006 | 2009 | 2013 |
| Rang de la commune dans le département      | 166  | 156  | 118  | 89   | 89   | 106  | 108  | 110  |
| Nombre de communes du département           | 592  | 582  | 586  | 588  | 588  | 588  | 589  | 589  |

### Enseignement
Flourens fait partie de l'académie de Toulouse.
L'éducation est assurée sur la commune par une école primaire.

### Culture et festivité
Salle des fêtes, bibliothèque

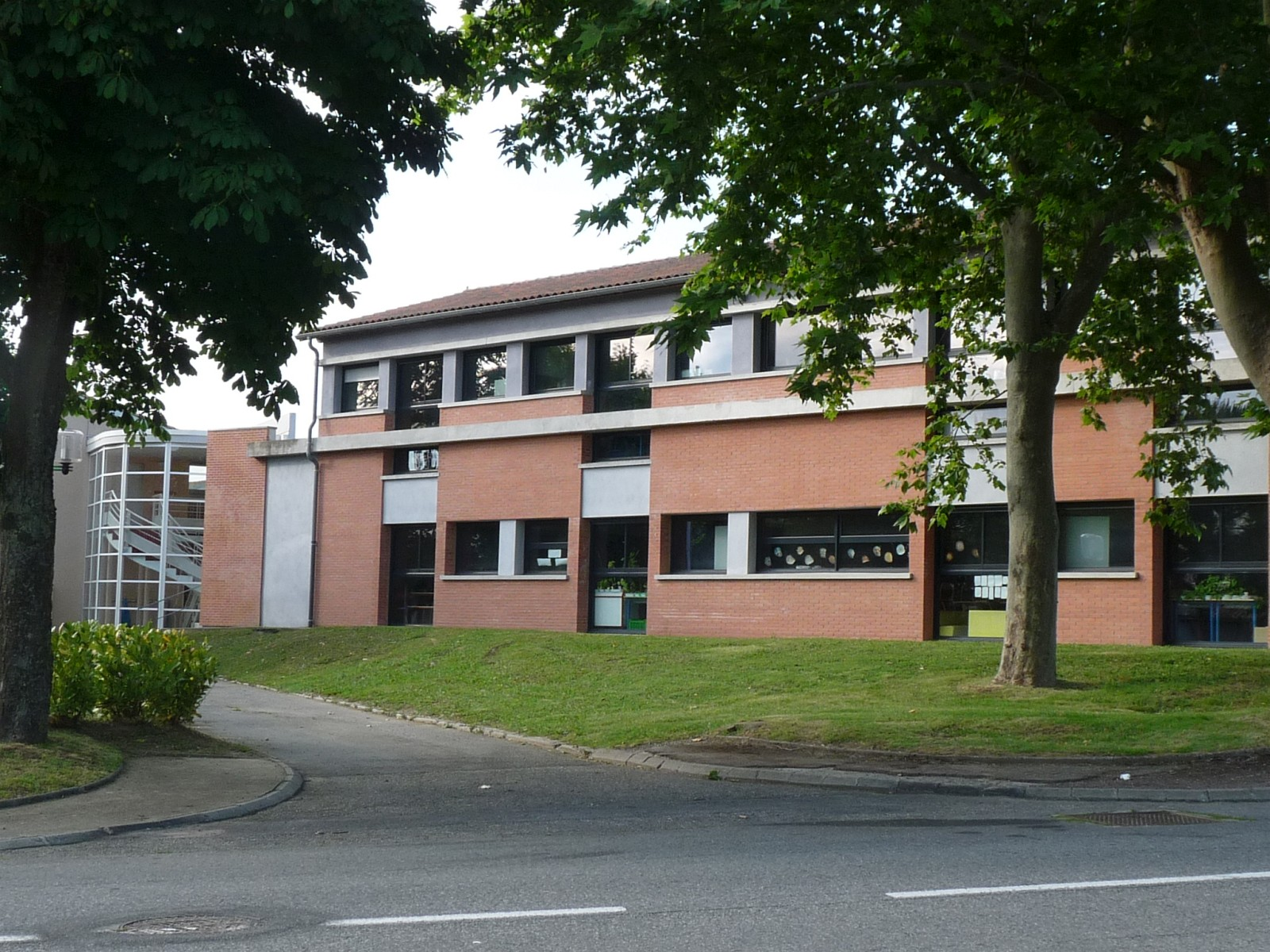
L'école
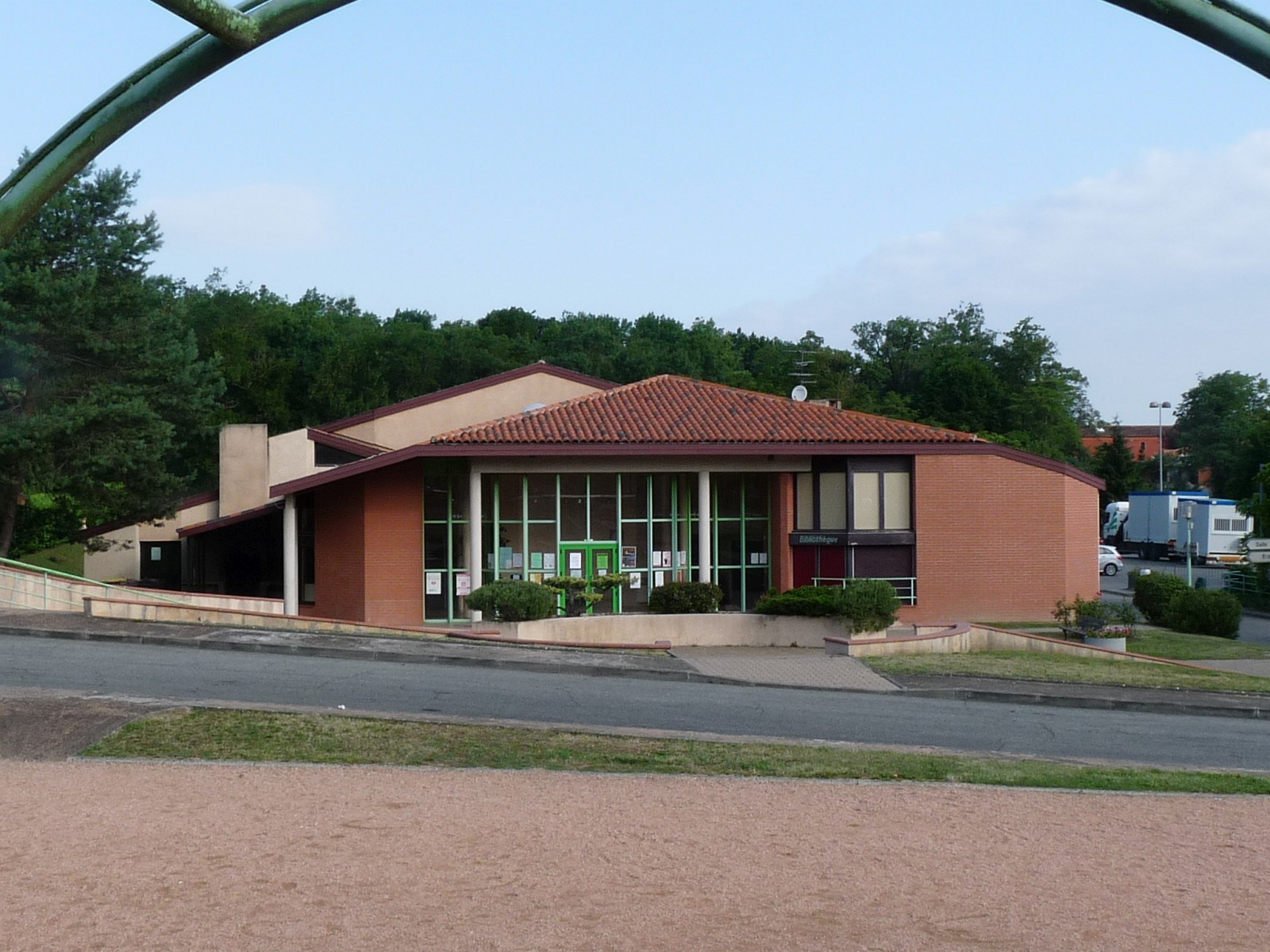
La salle des fêtes et la bibliothèque

### Activités sportives
Stade municipal, pétanque, centre équestre, centre de loisirs, parcours santé autour du plan d'eau, tennis, gymnase, 
Projets de club de Rugby avec école de rugby
En attente d'officialisation
Serait en étude de regroupement avec Balma ou Quint-Fonsegrives

### Écologie et recyclage
La collecte et le traitement des déchets des ménages et des déchets assimilés ainsi que la protection et la mise en valeur de l'environnement se font dans le cadre de la métropole de Toulouse Métropole.

## Économie

### Revenus
En 2018  (données Insee publiées en septembre 2021), la commune compte 754 ménages fiscaux, regroupant 1 940 personnes. La médiane du revenu disponible par unité de consommation est de 27 150 € (23 140 € dans le département).

### Emploi
|                | 2008  | 2013  | 2018  |
| -------------- | ----- | ----- | ----- |
| Commune        | 4,8 % | 6,8 % | 5,3 % |
| Département    | 7,7 % | 9,6 % | 9,3 % |
| France entière | 8,3 % | 10 %  | 10 %  |

En 2018, la population âgée de 15 à 64 ans s'élève à 1 210 personnes, parmi lesquelles on compte 76,2 % d'actifs (70,9 % ayant un emploi et 5,3 % de chômeurs) et 23,8 % d'inactifs,. Depuis 2008, le taux de chômage communal (au sens du recensement) des 15-64 ans est inférieur à celui de la France et du département.
La commune fait partie de la couronne de l'aire d'attraction de Toulouse, du fait qu'au moins 15 % des actifs travaillent dans le pôle,. Elle compte 1 384 emplois en 2018, contre 1 178 en 2013 et 781 en 2008. Le nombre d'actifs ayant un emploi résidant dans la commune est de 866, soit un indicateur de concentration d'emploi de 159,8 % et un taux d'activité parmi les 15 ans ou plus de 58,4 %.
Sur ces 866 actifs de 15 ans ou plus ayant un emploi, 122 travaillent dans la commune, soit 14 % des habitants. Pour se rendre au travail, 83,9 % des habitants utilisent un véhicule personnel ou de fonction à quatre roues, 7,8 % les transports en commun, 5,2 % s'y rendent en deux-roues, à vélo ou à pied et 3,1 % n'ont pas besoin de transport (travail au domicile).

### Activités hors agriculture

#### Secteurs d'activités
234 établissements sont implantés  à Flourens au 31 décembre 2019. Le tableau ci-dessous en détaille le nombre par secteur d'activité et compare les ratios avec ceux du département,.
| Secteur d'activité                                                                                        | Commune | Commune | Département |
| Secteur d'activité                                                                                        | Nombre  | %       | %           |
| --- | ------- | ------- | ----------- |
| Ensemble                                                                                                  | 234     | 100 %   | (100 %)     |
| Industrie manufacturière, industries extractives et autres                                                | 31      | 13,2 %  | (5,7 %)     |
| Construction                                                                                              | 39      | 16,7 %  | (12 %)      |
| Commerce de gros et de détail, transports, hébergement et restauration                                    | 38      | 16,2 %  | (25,9 %)    |
| Information et communication                                                                              | 2       | 0,9 %   | (4,1 %)     |
| Activités financières et d'assurance                                                                      | 12      | 5,1 %   | (3,8 %)     |
| Activités immobilières                                                                                    | 10      | 4,3 %   | (4,2 %)     |
| Activités spécialisées, scientifiques et techniques et activités de services administratifs et de soutien | 45      | 19,2 %  | (19,8 %)    |
| Administration publique, enseignement, santé humaine et action sociale                                    | 39      | 16,7 %  | (16,6 %)    |
| Autres activités de services                                                                              | 18      | 7,7 %   | (7,9 %)     |

Le secteur des activités spécialisées, scientifiques et techniques et des activités de services administratifs et de soutien est prépondérant sur la commune puisqu'il représente 19,2 % du nombre total d'établissements de la commune (45 sur les 234 entreprises implantées  à Flourens), contre 19,8 % au niveau départemental.

#### Entreprises et commerces
Les cinq entreprises ayant leur siège social sur le territoire communal qui génèrent le plus de chiffre d'affaires en 2020 sont : 
- Ateliers Hte Garonne ETS Auriol Etcie - Agh, fabrication de vis et de boulons (32 895 k€)
- Bam 2, supermarchés (32 383 k€)
- BLD, commerce de détail d'articles d'horlogerie et de bijouterie en magasin spécialisé (15 647 k€)
- Societe Etudes Et Realisations Electroniques Et Micro-Systemes Par Abreviation : "EREMS" - Erems, fabrication de cartes électroniques assemblées (14 975 k€)
- TP D'oc, construction de réseaux pour fluides (7 553 k€)

### Agriculture
La commune est dans le Lauragais, une petite région agricole occupant le nord-est du département de la Haute-Garonne, dont les coteaux portent des grandes cultures en sec avec une dominante blé dur et tournesol. En 2020, l'orientation technico-économique de l'agriculture  sur la commune est la culture de céréales et/ou d'oléoprotéagineuses.
|               | 1988 | 2000 | 2010 | 2020 |
| ------------- | ---- | ---- | ---- | ---- |
| Exploitations | 20   | 17   | 15   | 10   |
| SAU (ha)      | 800  | 922  | 878  | 476  |

Le nombre d'exploitations agricoles en activité et ayant leur siège dans la commune est passé de 20 lors du recensement agricole de 1988  à 17 en 2000 puis à 15 en 2010 et enfin à 10 en 2020, soit une baisse de 50 % en 32 ans. Le même mouvement est observé à l'échelle du département qui a perdu pendant cette période 57 % de ses exploitations,. La surface agricole utilisée sur la commune a également diminué, passant de 800 ha en 1988 à 476 ha en 2020. Parallèlement la surface agricole utilisée moyenne par exploitation a augmenté, passant de 40 à 48 ha.

## Culture locale et patrimoine

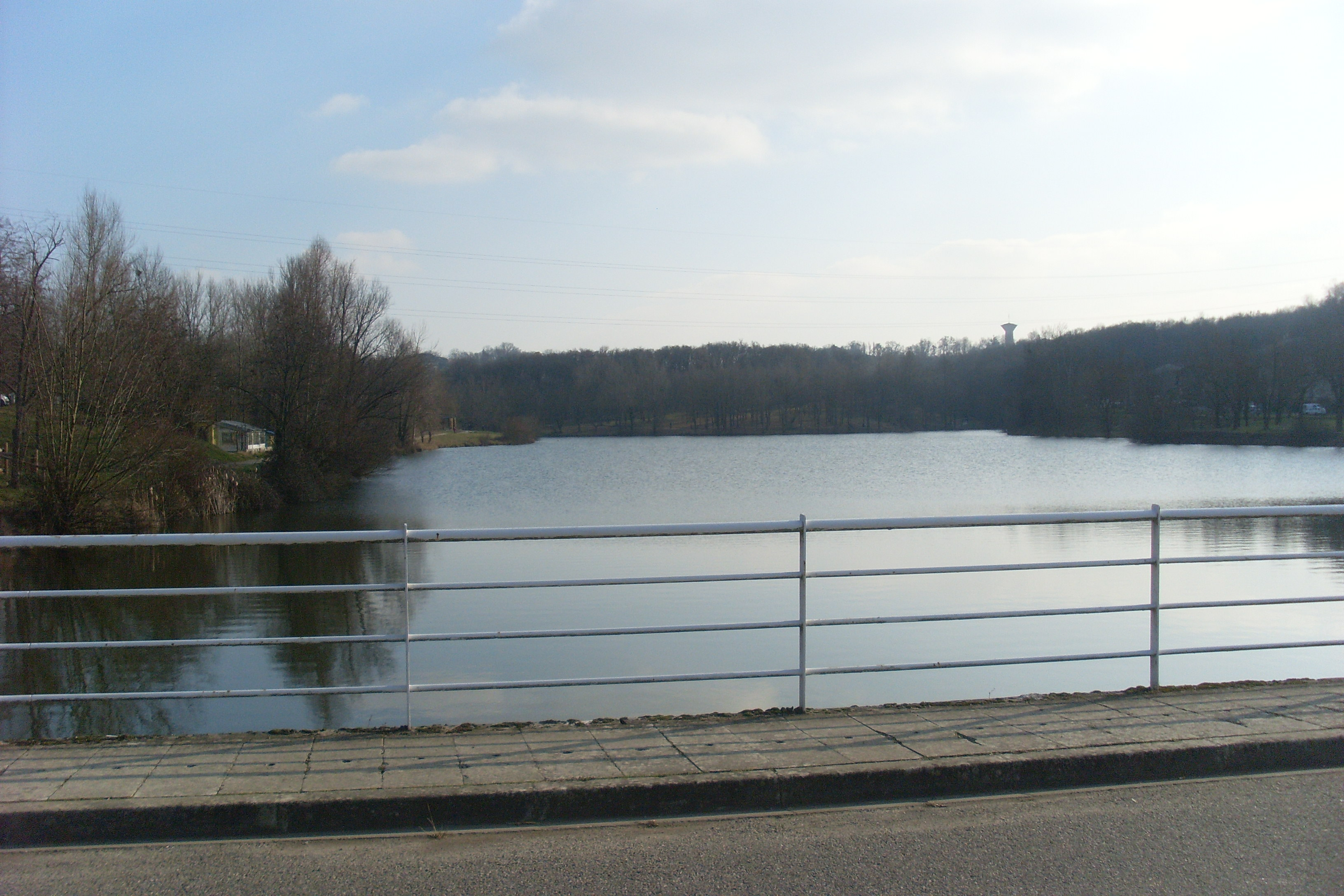
Lac de Flourens.

### Lieux et monuments
- L'église paroissiale Saint-Martin.
- Monument aux morts.
- Chapelle de la Madeleine de Péchauriolle datant du XVIe siècle. Elle fut restaurée de 1977 à 1980. Elle a été inaugurée le 7 septembre 1980 par Mgr André Collini archevêque de Toulouse[43],[44].
- Château de Péchauriole[45].

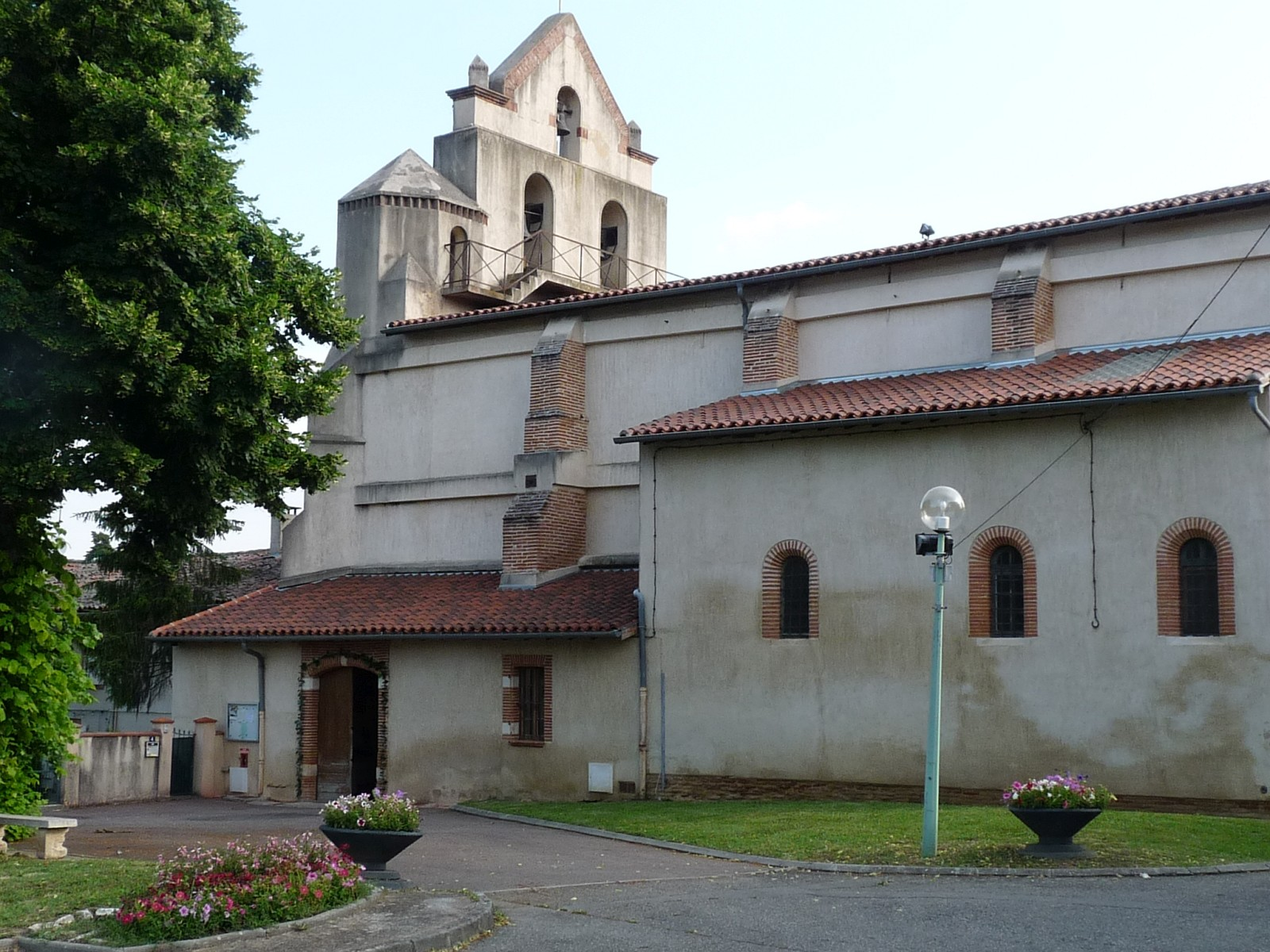
L'église Saint-Martin
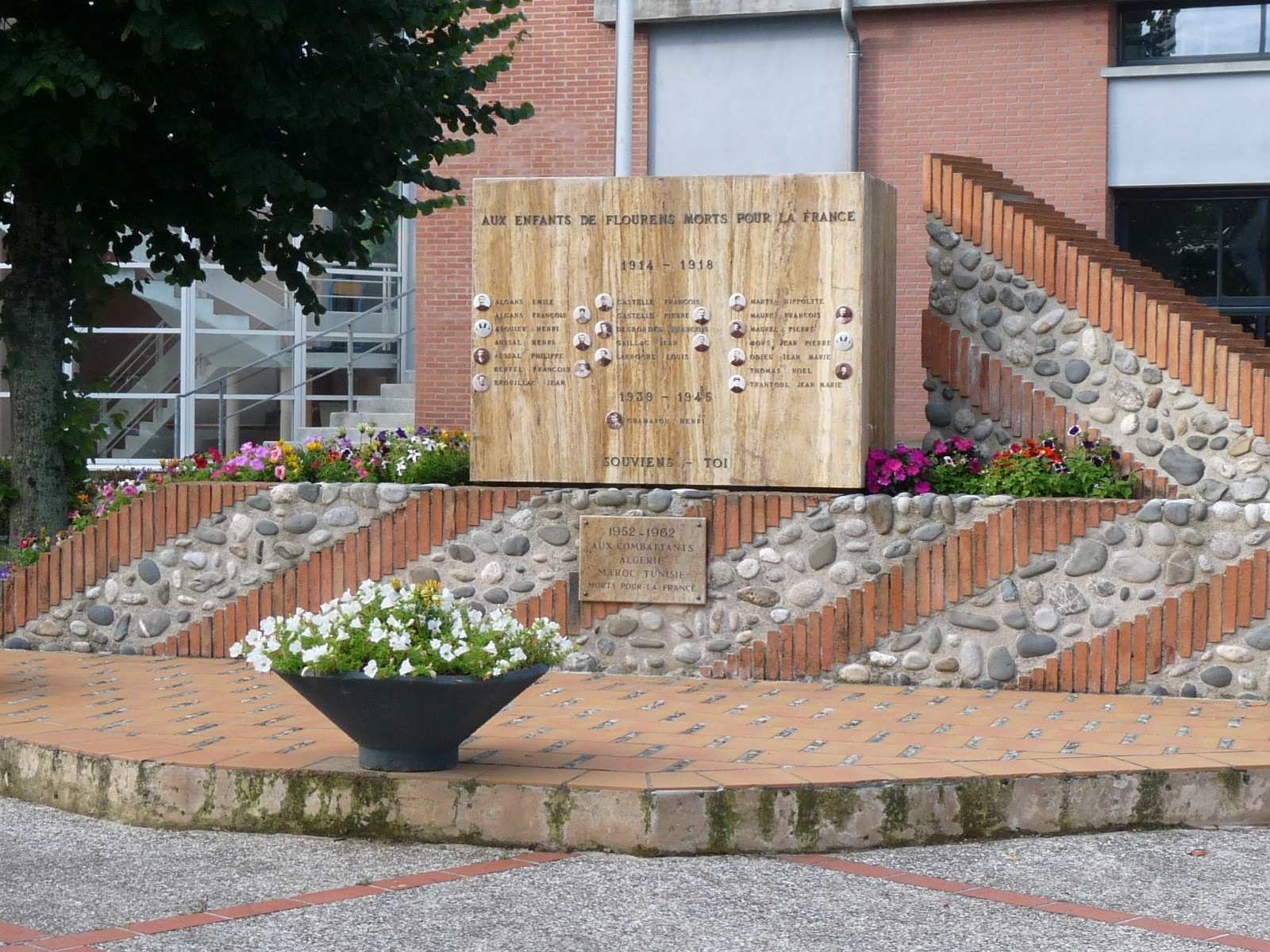
Le monument aux morts

### Personnalités liées à la commune
- Éloi et Jean-Marc Auriol y ont poursuivi l'œuvre de Marcellin Auriol (1874-1953), à la tête des Ateliers de la Haute-Garonne, leader mondial du rivet[46] aéronautique[47].

## Pour approfondir